# Parada de Gatim
Parada de Gatim ist eine Gemeinde im Norden Portugals.
Parada de Gatim gehört zum Kreis Vila Verde im Distrikt Braga, besitzt eine Fläche von 3,2 km² und hat 707 Einwohner (Stand 19. April 2021).